# Briaucourt (Haute-Marne)
Briaucourt ist eine französische Gemeinde mit 170 Einwohnern (Stand: 1. Januar 2022) im Département Haute-Marne in der Region Grand Est. Sie gehört zum Arrondissement Chaumont und zum Kanton Bologne. Die Bewohner werden Briaucourtois und Briaucourtoises genannt.

## Lage
Die Gemeinde Beiaucourt liegt 14 Kilometer nördlich von Chaumont, der Präfektur des Départements. Sie ist umgeben von folgenden Nachbargemeinden:
|         | Andelot-Blancheville                        | Rochefort-sur-la-Côte |
| Bologne | Kompassrose, die auf Nachbargemeinden zeigt | Chantraines           |
|         | Darmannes                                   | Mareilles             |

## Bevölkerungsentwicklung
| Jahr                       | 1962 | 1968 | 1975 | 1982 | 1990 | 1999 | 2008 | 2019 |
| -------------------------- | ---- | ---- | ---- | ---- | ---- | ---- | ---- | ---- |
| Einwohner                  | 127  | 139  | 119  | 157  | 207  | 201  | 195  | 177  |
| Quellen: Cassini und INSEE |      |      |      |      |      |      |      |      |

## Sehenswürdigkeiten
- Schloss von Briaucourt aus dem 13. Jahrhundert, seit 1981 in Teilen als Monument historique eingeschrieben
- Kirche Saint-Étienne aus dem 19. Jahrhundert

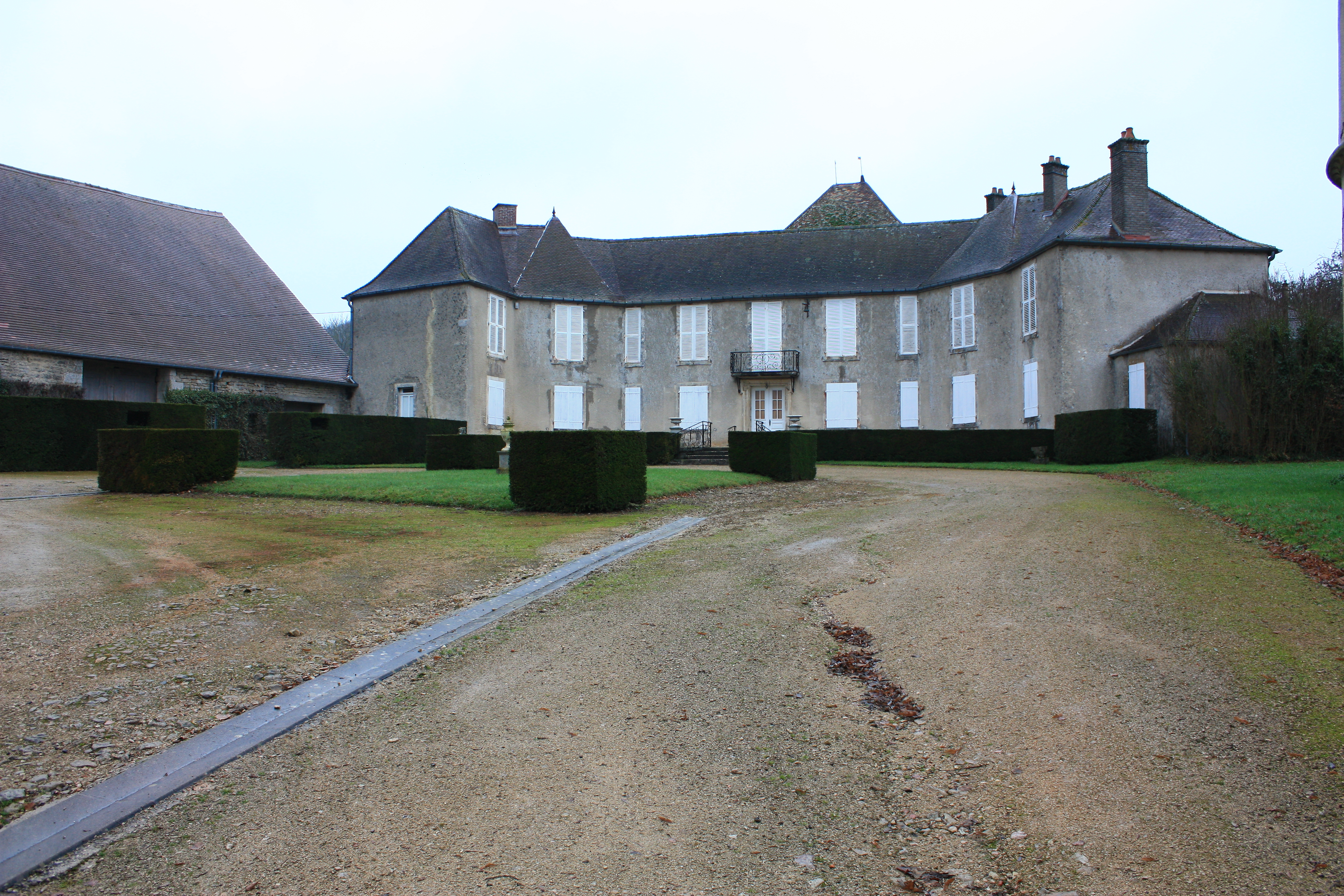
Schloss von Briaucourt
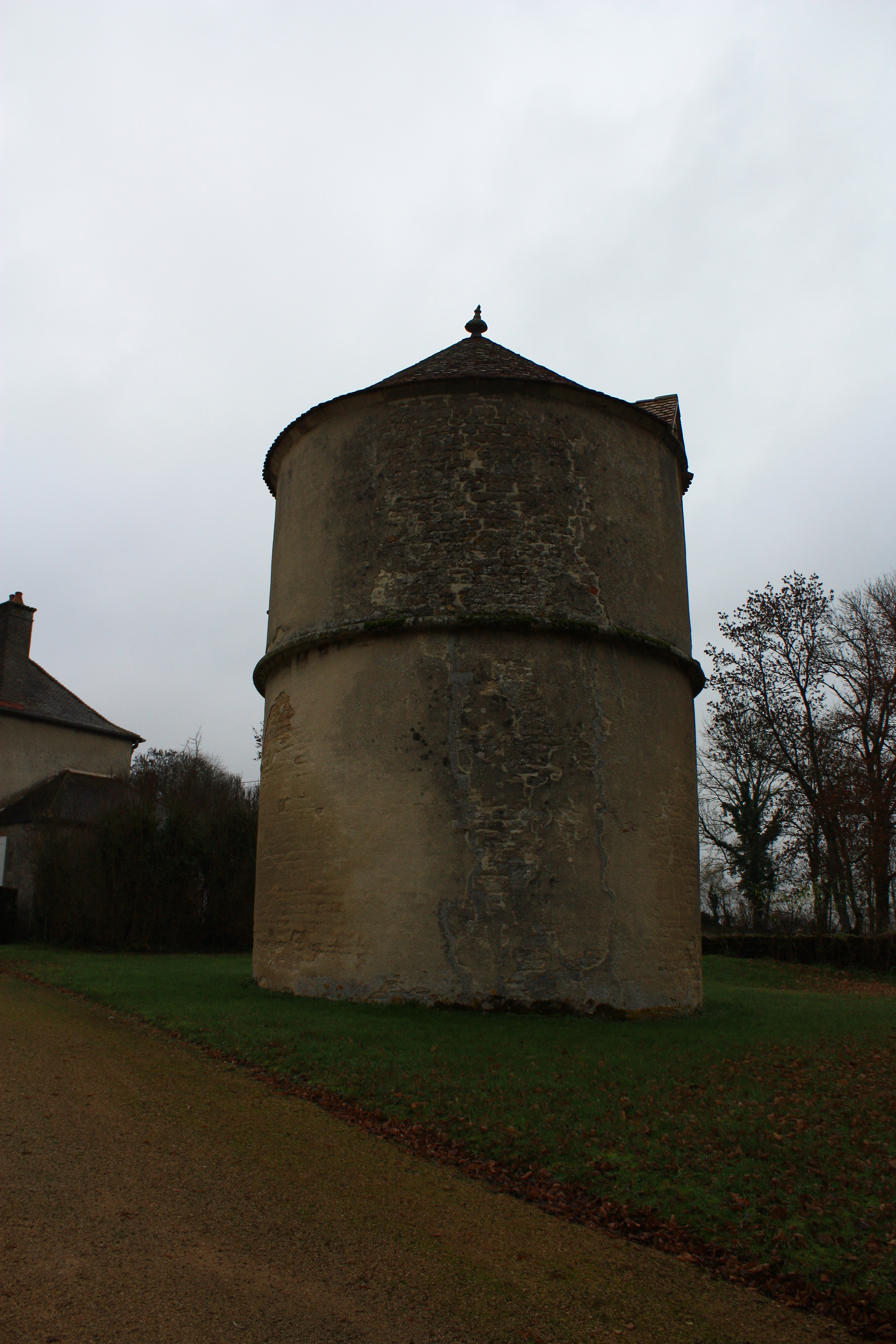
Taubenturm des Schlosses
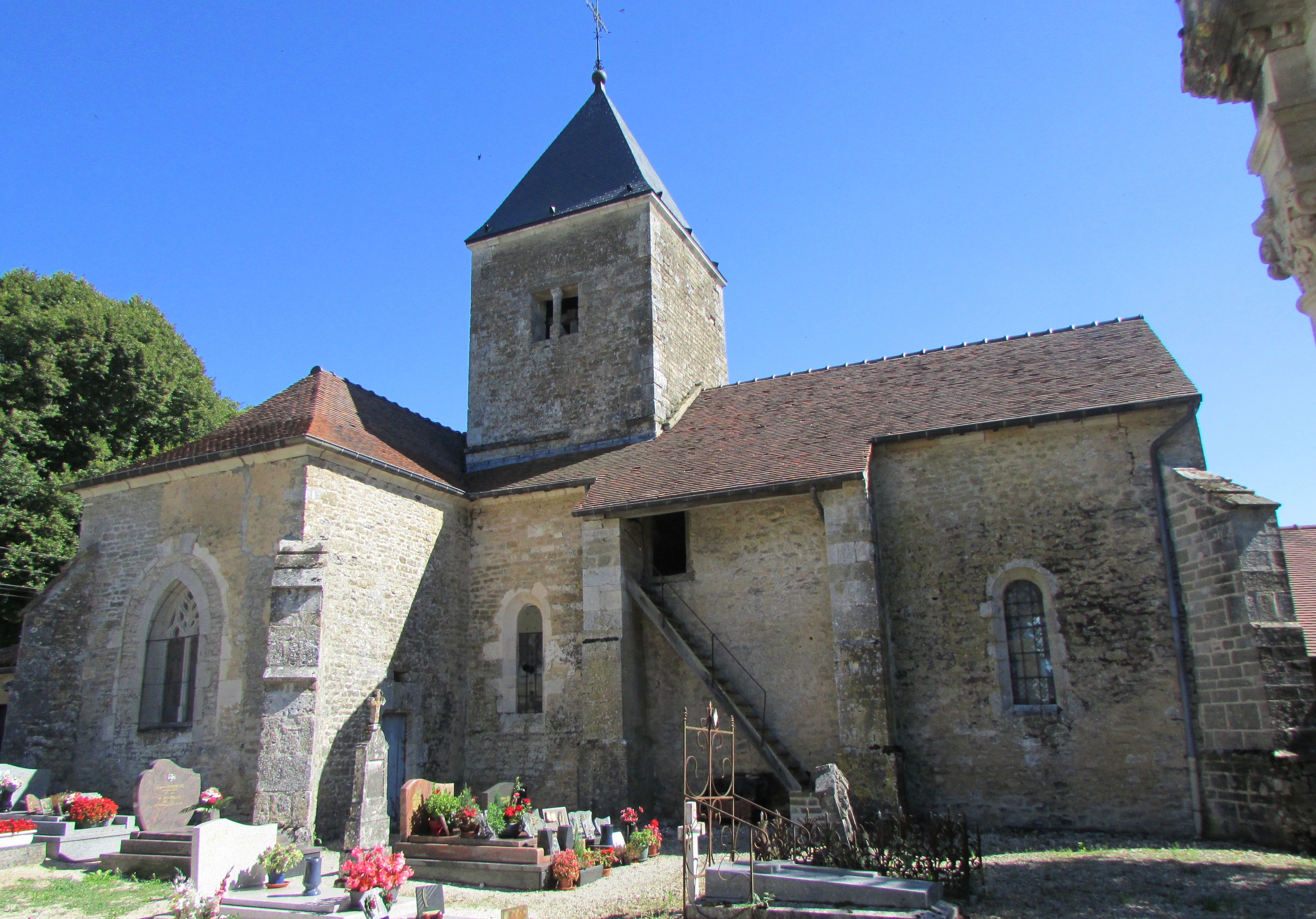
Kirche Saint-Étienne